# Komórka dendrytyczna

Komórka dendrytyczna

Komórki dendrytyczne (ang. dendritic cell, DC) są jedynymi, uznawanymi powszechnie za profesjonalne, komórkami prezentującymi antygen. Odgrywają one zatem podstawową rolę w pobudzaniu limfocytów, zwłaszcza dziewiczych. Nazwa komórki dendrytycznej pochodzi od charakterystycznego wyglądu, podobnego do komórki nerwowej, która posiada liczne, rozgałęziające się wypustki (dendryty). 
Komórki dendrytyczne mają dwojakiego rodzaju pochodzenie:
- DC1 – pochodzenie mieloidalne, tutaj zwłaszcza istotne są komórki dendrytyczne wywodzące się z linii monocytarno-makrofagowej; komórki te powodują polaryzację odpowiedzi odpornościowej w kierunku limfocytów Th1
- DC2 – pochodzenie limfoidalne; wywołują one polaryzację odpowiedzi odpornościowej w kierunku Th2

Główne funkcje komórek dendrytycznych to pochwycenie, przeniesienie do węzłów chłonnych i prezentacja antygenu limfocytom Th oraz udział w polaryzacji immunologicznej. Ze względu na występowanie DC w różnych tkankach i krwi, są one rozproszonymi detektorami układu odpornościowego, za pomocą których patogen może być wykryty szybko, a odpowiednie komórki efektorowe pobudzone skutecznie i w jak najkrótszym czasie. Wcześniejsze przypuszczenia, jakoby pełniły funkcje nerwowe (ze względu na wygląd) nie znalazły żadnego potwierdzenia w późniejszych badaniach.

## Komórki dendrytyczne - związek rozwoju z funkcją
Komórki dendrytyczne cechują się silnym powiązaniem funkcji z rozwojem. Jest to bardzo istotne, gdyż po pobudzeniu DC antygenem zachodzi wiele zmian strukturalnych i funkcjonalnych, które pozwalają na lepsze odgrywanie roli komórki prezentującej antygen. Rozwój komórki dendrytycznej przedstawia się następująco:
1. Po opuszczeniu szpiku kostnego DC mogą krążyć we krwi, po czym przechodzą do tkanek i tam osiadają, przyjmując charakterystyczny dla siebie, "drzewiasty" wygląd. Komórki dendrytyczne w niektórych narządach pełnią szczególnie istotną funkcję i doczekały się własnych nazw, np. DC skóry noszą miano komórek Langerhansa i są najbardziej znaną subpopulacją komórek dendrytycznych
2. Bytując w tkance, komórka dendrytyczna stale i z dużą wydajnością pochłania substancje z otoczenia na drodze fagocytozy lub pinocytozy. Pochłonięte substancje są obrabiane do postaci mogącej się wiązać z białkami MHC klasy II i ewentualnie klasy I. Takie bytujące w tkankach DC nazywamy niedojrzałymi
3. Niektóre substancje mogą zadziałać silnie pobudzająco na komórkę (zobacz też: teoria niebezpieczeństwa), w wyniku czego właściwości komórki dendrytycznej zmieniają się w sposób zasadniczy:
  1. Zanikają receptory dla chemokin obecnych w tkance, a pojawiają się receptory dla chemokin wytwarzanych w węźle chłonnym
  2. Zatrzymana zostaje ekspresja MHC klasy II - powoduje to, że sygnał niebezpieczeństwa będzie skojarzony z aktualnie występującymi w otoczeniu komórki dendrytycznej antygenami, a nie np. antygenami z węzła chłonnego. W przeciwnym wypadku komórka prezentowałaby wszystkie antygeny, na które się natknie, choć większość z nich nie ma nic wspólnego z patogenem
  3. Z tych samych, co wyżej, powodów, zahamowana zostaje fagocytoza i pinocytoza DC
  4. Pod wpływem sygnału niebezpieczeństwa dochodzi do ekspresji cząsteczek drugiego sygnału (patrz: prezentacja antygenu)
4. Pobudzona i zmieniona komórka dendrytyczna rozpoczyna teraz migrację do węzła chłonnego. Najpierw przechodzi do naczynia limfatycznego i przybiera morfologię komórki welonowatej, którą to nazwę zawdzięcza ruchliwym, szerokim wypustkom otaczającym ją ze wszystkich stron
5. Komórki welonowate, po dotarciu do węzła chłonnego, przekształcają się w splatające się komórki dendrytyczne, które mogą już pełnić funkcję komórek prezentujących antygen

Powyższy schemat jest prawdziwy dla procesów zapalnych. DC mogą jednak przemieszczać się do węzła chłonnego z antygenami tkankowymi (czyli typowymi dla danej tkanki) i tam dokonywać ich prezentacji. Efektem nie jest jednak odpowiedź odpornościowa, ale wytworzenie tolerancji na dany antygen. Zostało to przedstawione w dalszej części artykułu.

## Podstawowe subpopulacje komórek dendrytycznych

### Komórki Langerhansa
Komórki Langerhansa (nazwa pochodzi od nazwiska niemieckiego patologa, Paula Langerhansa; nie mylić z komórkami wysepek trzustkowych ani z wielojądrowymi komórkami olbrzymimi typu Langhansa) są jednymi z najlepiej zbadanych komórek dendrytycznych. Zostały opisane po raz pierwszy w 1868 roku. Należą do komórek dendrytycznych wywodzących się z linii monocytarno-makrofagowej, występują w skórze (warstwa kolczysta), błonach śluzowych oraz narządach limfatycznych i biorą udział w procesach odpornościowych związanych z tymi narządami. Prawidłowo pełnią funkcję obronną, jednak mogą też brać udział w tworzeniu zmian patologicznych (np. odgrywają kluczową rolę w nadwrażliwości kontaktowej). Mają one typowy dla komórek dendrytycznych kształt, ale wyróżniają się morfologicznie obecnością ziarnistości Birbecka, zwanych też ziarnistościami Langerhansa lub ciałkami X.
Z medycznego punktu widzenia, komórki Langerhansa są istotne w procesach alergicznych, odrzucaniu przeszczepu oraz chorobie przeszczep przeciwko gospodarzowi. Są też niezwykle istotne w patologii histiocytozy X.

### Splatające się komórki dendrytyczne
Ten rodzaj komórek dendrytycznych jest obecny w narządach limfatycznych. Ich cechą charakterystyczną jest wysoki poziom ekspresji białka HLA-DR (MHC klasy II) oraz antygenu RFD1. W niektórych chorobach skóry stwierdza się obecność dużych ilości komórek posiadających na powierzchni antygen RFD1, co sugeruje ich udział w prezentacji antygenu bezpośrednio w skórze. Splatające się komórki dendrytyczne (ang. interdigitating dendritic cells, IDC) bezpośrednio prezentują antygen limfocytom T i powstają z komórek welonowatych, gdy te dotrą do danego narządu limfatycznego.

### Komórki dendrytyczne grudki
Komórki dendrytyczne grudki (ang. follicular dendritic cells, FDC) znajdują się, jak sama nazwa wskazuje, w ośrodkach namnażania grudek chłonnych. Zostały odkryte w latach 60. i od tamtej pory są dosyć intensywnie badane, zwłaszcza w kontekście ich udziału w procesach patologicznych, takich jak infekcja HIV, choroby prionowe i nowotworzenie. Ich pochodzenie nie jest znane i w odróżnieniu od innych DC nie przywędrują one do węzła chłonnego z antygenem, lecz pozyskują go od innych komórek (tzw. komórek transportujących antygen, prawdopodobnie będących odmianą FDC). Charakterystyczną cechą FDC jest wytwarzanie kieszonek, w których znajdują się limfocyty B i limfocyty Th, oraz to, że na ich powierzchni zgromadzone są charakterystyczne ciałka, zwane iccosomami, które stanowią kompleksy natywnych antygenów. Iccosomy mogą przetrwać na powierzchni komórki dendrytycznej grudki przez wiele miesięcy, stąd istnieje hipoteza, że mogą one brać istotny udział w przetrwaniu pamięci immunologicznej. Obecnie jeszcze nie wiadomo, dlaczego antygen nie ulega internalizacji, lecz pozostaje na powierzchni komórki.

### Komórki dendrytyczne krwi obwodowej
Komórki dendrytyczne krwi obwodowej (ang. peripheral blood dendritic cells, PBDC) zostały odkryte na początku lat 80., są one jednak mało poznane, ze względu na brak charakterystycznych dla nich markerów powierzchniowych i związane z tym trudności w izolacji. Informacje dotyczące dalszego ich podziału na subpopulacje także są dosyć skąpe, gdyż w zależności od użytych metod rozdziału, uzyskuje się różne wyniki. Przyjmuje się obecnie, że PBDC dzielą się na 2 subpopulacje, opisywane za pomocą kilku białek markerowych, zaś najbardziej charakterystycznymi białkami dla wszystkich PBDC są CD83 i p55.

## Udział DC w tworzeniu tolerancji immunologicznej
Podobnie, jak inne zagadnienia związane z komórkami dendrytycznymi, także tolerancja immunologiczna jest ściśle związana z rozwojem tych komórek. Generalnie, podstawowym założeniem jest tutaj udział niedojrzałych DC, które nie wykazują ekspresji cząsteczek drugiego sygnału. W ten sposób, komórki dendrytyczne, zamiast indukowania odpowiedzi odpornościowej, wywołują stan anergii limfocytów Th lub wręcz doprowadzają do ich apoptozy. 
Kluczowe znaczenie mają tutaj również cytokiny wydzielane przez niedojrzałe komórki dendrytyczne. Jedną z nich jest Interleukina 10, która umożliwia aktywację limfocytów Th do podtypu Th2. Jest to istotne, gdyż często te właśnie komórki są związane z tolerancją immunologiczną, podczas gdy antagonistycznie działające limfocyty Th1 doprowadzają do silnej odpowiedzi odpornościowej na dany antygen. Zjawisko to ma szczególnie duże znaczenie w kontekście immunologicznej aktywności błon śluzowych, które stykają się z dużą ilością antygenów nie zagrażających organizmowi, a wręcz pełniących istotną dla jego prawidłowego funkcjonowania rolę (np. tolerancja na antygeny bakterii wchodzących w skład mikroflory jelitowej).
Ponadto interleukina 10 może stymulować powstawanie limfocytów T regulatorowych, które hamują odpowiedź odpornościową na konkretne antygeny. IL-10, wraz z inną cytokiną, TGF-β, może także pobudzać limfocyty Th3, które w znacznych ilościach wydzielają TGF-β, która to cytokina także wykazuje silne działanie immunosupresyjne.
Obecnie próbuje się także wykorzystywać tolerogenne właściwości DC do zapobiegania odrzuceniom przeszczepów.

## Komórki dendrytyczne w immunoterapii nowotworów
Komórki dendrytyczne mogą być używane nie tylko do indukowania tolerancji immunologicznej, ale także do zgoła przeciwnego zadania, jakim jest zapoczątkowanie odpowiedzi immunologicznej na dany antygen. Szczególnie duże zasługi mogą oddać DC na polu immunoterapii nowotworów. Głównym założeniem w tym przypadku jest "zaprzęgnięcie" komórek dendrytycznych do wywołania odpowiedzi na antygeny nowotworowe. Gdyby udało się osiągnąć taki cel, możliwe stałoby się niejako naturalne usunięcie komórek nowotworowych z organizmu, poprzez wykorzystanie normalnie działających mechanizmów immunologicznych.
Pomysł na wykorzystanie DC w taki sposób polega na wyodrębnieniu komórek dendrytycznych od chorej na nowotwór osoby, "nakarmieniu" in vitro tych komórek odpowiednim antygenem i powtórnym podaniu takich komórek choremu. W rezultacie można by otrzymać specyficzną, względem antygenów nowotworowych, odpowiedź odpornościową. Taki sposób postępowania pozwala na ominięcie pewnych problemów, które powodują, że odpowiedź przeciwnowotworowa nie jest możliwa, bez dodatkowej pomocy, w organizmie pacjenta. Najważniejszymi wśród tych problemów są:
- Brak pobudzenia DC przez antygeny nowotworowe. W tym przypadku, zgodnie z teorią niebezpieczeństwa, nowotwór nie jest rozpoznawany jako zagrażający ustrojowi twór, przez co komórki dendrytyczne nie docierają do guza i nie prezentują jego antygenów, albo też doprowadzają do tolerancji na białka nowotworowe.

- Sygnał niebezpieczeństwa jest rozpoznawany, ale DC nie mogą dotrzeć do guza. Dzieje się to na skutek wydzielania substancji hamującej migrację do guza przez same komórki nowotworowe.

- Komórki dendrytyczne wnikają do guza i pobierają antygeny, ale nie mogą wydostać się z niego do węzłów chłonnych. W ten sposób antygen nie jest prezentowany przez komórki DC limfocytom Th.

- Nowotwory wydzielają substancje o działaniu immunosupresyjnym, przez co nie dochodzi do aktywacji komórek dendrytycznych.

Jak widać, pobudzenie DC in vitro, określonym z góry antygenem, jest po pierwsze bardziej precyzyjne, a po drugie, umożliwia ominięcie powyższych problemów.
Zaletą immunoterapii z udziałem DC jest możliwość precyzyjnego zwalczania nie tylko guzów, ale także indukcja odpowiedzi odpornościowej na pojedyncze komórki nowotworowe (np. przerzuty). Na obecnym etapie badań próbuje się już stosować ten rodzaj terapii w próbach klinicznych, jednakże niezbędne jest rozwiązanie także innych, pobocznych problemów, związanych z tym rodzajem leczenia.